# 小柳玲子
小柳 玲子（こやなぎ れいこ、1935年5月8日 - 2022年7月3日）は、日本の詩人。

## 生涯
東京生まれ。青山学院大学中退。
1980年に『叔母さんの家』で第6回地球賞、1990年に『黄泉のうさぎ』で第23回日本詩人クラブ賞、2008年に『夜の小さな標』で第26回現代詩人賞受賞。詩のほか、美術書の編集にも携わる。
2022年7月3日午前10時50分、東京都世田谷区の高齢者施設で肺炎のため死去。87歳没。

## 著書
- 『見えているもの』現代詩工房 1966年
- 『多感な地上』現代詩工房 1969年
- 『芦の里から』花神社 1976年
- 『叔母さんの家』駒込書房 1980年
- 『月夜の仕事』花神社 1983年
- 『黄泉のうさぎ』花神社 1989年
- 『雲ケ丘伝説』思潮社 1993年
- 『こどもの領分』花神社 1997年
- 『西に住む人ひと』夢人館 1999年
- 『為永さんの庭』花神社 2004年
- 『サンチョ・パンサの行方 私の愛した詩人たちの思い出』詩学社 2004年
- 『ちょっと、詩』詩学社 2006年
- 『夜の小さな標』花神社 2007年
- 『さんま夕焼け』花神社 2011年
- 『簡易アパート』花神社 2013年
- 『夜あけの月が』空飛ぶキリン社 2019年

### 翻訳
- コンチャ・メンデス『クリスマスの歌』野中雅代共訳 ジー・シー・プレス 1987年

## 企画・編集
- フンデルトワッサー 岩崎美術社 1988年 (夢人館 1)
- ニカラグア・ナイーフ 岩崎美術社 1989年 (夢人館 2)
- フリーダ・カーロ 岩崎美術社 1989年 (夢人館 3)
- 長谷川潾二郎 岩崎美術社 1990年 (夢人館 4)
- フェルナン・クノップフ 岩崎美術社 1990年 (夢人館 5)
- ゾンネンシュターン 岩崎美術社 1991年 (夢人館 6)
- メンデルスゾーン 岩崎美術社 1992年 (夢人館 7)
- リチャード・ダッド 岩崎美術社 1993年 (夢人館 8)
- ジャン・デルヴィル 岩崎美術社 1995年 (夢人館 9)
- リヒャルト・エルツェ 岩崎芸術社 1997年 (夢人館 10)